# Portrait en buste de l'acteur Kataoka Ichizō I
Portrait en buste de l'acteur Kataoka Ichizō I est le titre d'une estampe ukiyo-e conservée dans la collection permanente de la galerie d'art du Japon du Musée royal de l'Ontario au Canada. L'impression, qui date environ du milieu du XIXe siècle, est un exemple de kamigata-e, images produites dans les régions d'Osaka et Kyoto. Le musée royal attribue l’œuvre à Gochōtei Sadamasu II, plus généralement appelé Utagawa Sadamasu II. D'autres institutions cependant, identifient Utagawa Kunimasu — aussi connu sous le nom Sadamasu I — comme son auteur.

## Détails de l'estampe
- Medium : kamigata nishiki-e (上方錦絵) estampe; encre et couleur sur papier
- Taille : chūban
- Format : tate-e, feuille droite du diptyque
- Genre : yakusha-e, ōkubi-e
- Titre japonais : aucun
- Titre de l'exposition : « Portrait en buste de l'acteur Kataoka Ichizō I »
- Nom du personnage sujet :  Tetsugadake Dazaemon
- Nom de scène du sujet : Sekitori Senryō Nobori (関取千両幟) (« L'Élévation du lutteur de 1000 ryō » / « La Bannière du lutteur de sumo »)
- Inscription : Tetsugadake Dazaemon (鉄が嶽陀左衛門) Kataoka Ichizō (片岡市蔵) (de droite à gauche)
- Signature: Sadamasu ga (貞升画) dans le cartouche toshidama-in
- Marque de l'éditeur : aucune
- Sceau de l'éditeur : aucun
- Sceau de la censure : aucun
- Date : aucune
- Crédit : don de Sir Edmund Walker

### Medium
Kamigata-e (上方絵) est le terme utilisé pour décrire collectivement les estampes ukiyo-e de Kamigata, les régions d'Osaka et Kyoto. Les exemples documentés les plus anciens proviennent d'un livre illustré par Ōoka Shunboku (大岡春卜) (1680-1763) et publié en 1746. le sujet le plus populaire pour les kamigata-e est le théâtre kabuki, avec une feuille unique yakusha-e produite au milieu du XVIIIe siècle, un siècle après que le genre a fait ses débuts à Edo.
La différence technique majeure entre les impressions Edo et celles de Kamigata est que ces dernières recourent à l'impression au pochoir kappazuri où les couleurs sont  brossées sur le papier à l'aide de modèles de motifs en papier. Cette technique se développe à Osaka à peu près à la même époque où les nishiki-e apparaissent à Edo. Ce qui distingue également les kamigata-e est que leurs producteurs ne sont pas des artistes professionnels comme leurs homologues d'Edo mais plutôt des amateurs talentueux dont les intérêts artistiques sont secondaires à leur passion pour le kabuki et ses acteurs.

### Taille
Chūban (中判), d'une taille approximative de 18 sur 25 cm, est le nom d'une impression de taille moyenne standard. Ce format plus petit connaît un renouveau à partir de 1847 en remplacement de l'ōban comme format dominant pour les kamigata-e. Sadamasu/ Kunimasu joue un rôle particulièrement important dans leur popularisation.

### Format
Tandis que le Portrait en buste de l'acteur Kataoka Ichizō I est une impression sur feuille unique ichimai-e (一枚絵), elle constitue également la moitié droite d'un diptyque. Son répondant de gauche est le portrait par Sadamasu de l'acteur Arashi Tokusaburō III (嵐徳三郎) (1812-1863) dans le rôle d'Iwanaga Jirōkichi (岩川次郎吉), le héros de la pièce. L'image est d'un format semblable à l'exception de l'angle de la tête de l'acteur qui reflète celle de Kataoka Ichizō.

### Genre
Cette estampe est un exemple du genre yakusha-e (役者絵), c'est-à-dire « un type d'impressions ukiyo-e qui montrent un ou plusieurs acteurs dans une pose ou un costume de scène » apparues à la fin du XVIIe siècle. Leur montée en popularité suit le rythme de l'intérêt général pour le théâtre kabuki et tente de faire appel à la curiosité du public pour les acteurs à titre personnel. Ces portraits d'acteurs rencontrent un tel succès que la plupart des artistes actifs durant l'époque d'Edo travaillent dans ce genre.
Ce portrait appartient également au sous-genre yakusha-e connu sous le nom ōkubi-e (大首絵). Littéralement « images de grosses têtes », ces images représentent les têtes ou tête et torse de leur sujet — généralement des beautés ou acteurs kabuki. Les visages seuls sont fixés sur des fonds lisses et souvent pris dans une pose mie (見得) spectaculaire. Comme le remarque JAANUS, « le gros plan des ookubi-e permet à l'artiste de souligner certaines caractéristiques des traits du visage, de l'expression, du maquillage ou des poses des acteurs préférés dans des rôles populaires ». Utagawa Kunimasu (Sadamasu I) est crédité d'avoir fait progresser le style arrivé à maturité des ōkubi-e d'Osaka vers le format chūban après avoir créé le premier vers 1837.

### Sujet
L'estampe représente l'acteur Kataoka Ichizō I dans le rôle de Tetsugadake Dazaemon dans la pièce Sekitori Senryō Nobori (関取千両幟).
Kataoka Ichizō I (片岡市蔵) (1792-1862) est un célèbre acteur kabuki de l'époque d'Edo à Osaka. Il est réputé pour son interprétation des personnages de « méchants » dans les pièces katakiyaku (敵役) et jitsuaku (実悪). Il est également l'ancêtre de la lignée Kataoka Ichizō qui se perpétue de nos jours dans sa 6e génération. Ichizō I porte le nom de 1810 à 1858 et de 1859 jusqu'à sa mort en 1862.
Sekitori Senryō Nobori (関取千両幟) est le titre de la pièce de Chikamatsu Hanji, écrit au début 文楽 pour le théâtre de marionnettes bunraku mais bientôt adapté pour le kabuki. La pièce est donnée pour la première fois à Osaka en 1775. Traduite par « L'Élévation du lutteur de 1000 ryō ou « La Bannière du lutteur de sumo », elle raconte l'histoire du dilemme moral d'un jeune lutteur sumo tournant autour de la dette et du devoir. Tetsugadake Dazaemon est le rival finalement vaincu par le héros dans l'arène (dohyō 土俵).

### L'artiste
L'attribution de l'estampe est un sujet de discorde. Des copies de l'impression appartiennent à au moins deux collections publiques : celle du Musée royal de l'Ontario et celle du musée des beaux-arts de Boston. Selon son étiquetage, ces institutions sont en désaccord sur quand et par qui elle a été produite. Le problème réside principalement dans le fait que l'impression, qui n'a pas de cachet de date, est signée Sadamasu ga (貞升画), nom employé par deux imprimeurs d'Osaka au XIXe siècle : Sadamasu I et Sadamasu II.

#### Sadamasu I (Kunimasu)
Les données personnelles de Sadamasu sont largement inconnues, bien que sa production est généralement datée du début des années 1830 jusqu'au début des années 1850. Propriétaire aisé, il exploite peut-être une entreprise de construction navale. À une certaine période entre 1828 et 1830, il se rend à Edo (actuelle Tokyo) pour étudier auprès d'Utagawa Kunisada. Sa première estampe connue, signée eshi Utagawa Sadamasu ga (« peint par Utagawa Sadamasu ») (絵師歌川貞升画), date du début des années 1830. Il change officiellement son gō pour Kunimasu (國升) ou (國益) en 1848, en reconnaissance de l'accession de Kunisada au titre d'Utagawa Toyokuni. Kunimasu produit essentiellement des yakusha-e, portraits d'acteurs kabuki actifs à Osaka. Ses œuvres sont créditées d'une utilisation audacieuse de la couleur, d'un coup de pinceau décisif et de « tour-de-force techniques ». Plus tard au cours de sa carrière, il se tourne vers la peinture et adopte le style de l'école Shijō. Kunimasu soutient activement le secteur de l'impression à Osaka en ouvrant sa propre école de dessin d'estampes et en favorisant directement de nombreux artistes locaux. Parmi ses élèves figurent Sadayuki (貞雪) (fl. 1839-1840), Utagawa Hirosada (歌川 廣貞) (fl. 1835-1850s), Masusada (升貞) (fl. 1848-1849) et Sadamasu II (貞升) (fl. 1849).

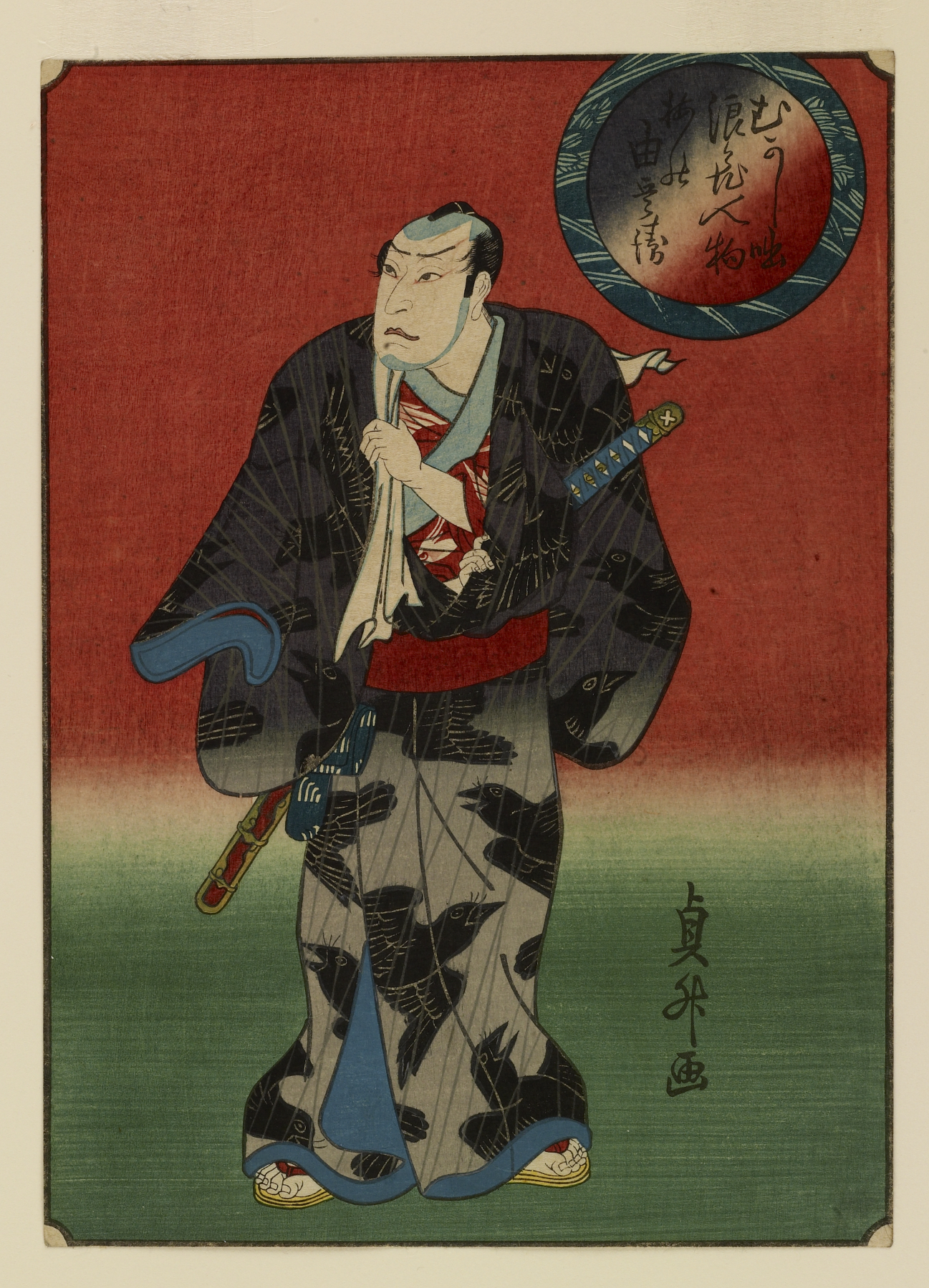
Estampe attribuée à Sadamasu II par le Walters Art Museum

#### Sadamasu II
On en sait encore moins à propos de Sadamasu II (二代貞升) que de son prédécesseur. Sa période d'activité est très brève et s'étend seulement de c. 1849 à 1850. Selon Doesburg, « Sadamasu II n'a créé que quelques estampes et il est évident qu'il n'était pas très doué ». Il est identifié comme élève de Kunimasu dans l'inscription d'une impression chūban non datée.

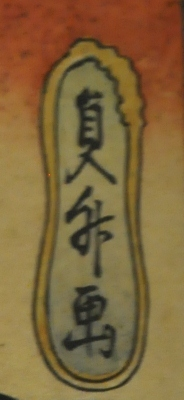
Cartouche de signature d'Utagawa Sadamasu (Kunimasu).

### Marques
L'impression n'a pas de sceaux de date, de censure ou d'artiste visibles. Le seul signe distinctif est le cartouche toshidama-in enfermant la signature de Sadamasu. Symbole de chance, il est habituellement utilisé par les artistes de l'école Utagawa, à commencer par Toyokuni I aux environs de 1809. Cependant, c'est Kunisada (Toyokuni III) qui a vraiment revendiqué le symbole pour son école, allongeant sa forme ronde et encadrant de jaune le remplissage rouge. Dans les estampes de Sadamasu, le contour jaune caractéristique renferme un remplissage bleu pâle.

### Date
Tout comme le Musée royal de l'Ontario et le musée des beaux-arts de Boston sont en désaccord sur l'identité de l'auteur de l'impression, les musées attribuent des dates différentes à l’œuvre. Alors que le MRO estime qu'elle appartient à la période 1849-1862, le MBA de Boston la date plus tôt et plus précisément en 1839.
En supposant que ce soit le travail de Sadamasu II, il faudrait qu'il ait été produit au cours de la courte fenêtre d'activité de cet artiste, c'est-à-dire 1849-1850.
Dans le cas où Sadamasu I est l'artiste, la date de production peut être mieux précisée en fonction des données suivantes : 
- L'estampe appartient à la maturité de Sadamasu, mais avant le changement officiel de nom pour Kunimasu en 1848.
- L'acteur Arashi Tokusaburō III apparaît sous ce nom à partir de l'automne ou l'hiver 1830 lors du 10e mois lunaire de 1834, puis de nouveau à partir du 6e mois lunaire de 1837 jusqu'au 10e mois lunaire de 1843[18].
- La mise en œuvre des réformes Tenpō de 1841 à 1843 entraîne un hiatus dans la production des yakusha-e  au cours du début des années 1840[3].
- Les inscriptions des noms de l'acteur et du rôle disparaissent des yakusha-e clandestines du temps de réformes Tenpō et ne reparaissent pas avant environ 1855[3].
- Les archives qui nous sont parvenues des représentations kabuki de l'époque d'Edo indiquent que Sekitori Senryō Nobori a été représentée au théâtre Ōnishi (大西) d'Osaka au cours du 8e mois lunaire de la 10e année de l'ère Tenpō, i.e. 1839[19].

Ces éléments semblent indiquer que l'estampe, si elle l’œuvre de Sadamasu I, appartient à la période 1837-1843, avec 1839 comme l'affirme le musée des Beaux-Arts de Boston, comme date probable.

### Provenance
L'estampe a été donnée au Musée royal de l'Ontario ROM par Sir Edmund Walker (1848–1924, président de la Banque Canadienne de Commerce et premier président du conseil d'administration du musée. Walker a commencé à collectionner l'art japonais dans les années 1870, faisant de lui l'un des premiers collectionneurs d'Amérique du Nord. Il acquiert de nombreuses pièces à New York dans les années 1870 et 1880 et lors d'un voyage à Londres en 1909. En 1919, après avoir voyagé au Japon, en Chine et en Corée, il est nommé consul général honoraire du Japon pour Toronto.